# 脱原発世界会議
脱原発世界会議（だつげんぱつせかいかいぎ）とは原子力発電所の撤廃に向けて実施される世界会議。東日本大震災での福島第一原子力発電所事故以降、放射能汚染が広がる中で原子力に代わる自然エネルギーを活用することで新たな社会を築いていくことなどを目指している。
「脱原発世界会議 2012 YOKOHAMA」が吉岡達也を運営代表として2012年1月14日および15日にパシフィコ横浜で実施され、世界30カ国から約100人の専門家や市民活動家、政治家などが集まり議論が交わされ、タレントや歌手によるライブも行われた。来場者数は二日間の合計で約1万1500人であった。